# Skruvtjärnsknippen
Skruvtjärnsknippen är ett naturreservat i Ljusdals kommun i Gävleborgs län.
Området är naturskyddat sedan 2019 och är 36 hektar stort. Reservatet omfattar nordsluttningen av berget med detta namn och Skruvtjärnsbäcken med omgivande barrblandskog samt våtmark kring norra Skruvtjärnarna.